# Junior Eldstål
Junior Gunnar Putera Eldstål (Kota Kinabalu, 16 settembre 1991) è un calciatore malaysiano, difensore del Johor Darul Ta'zim e della nazionale malaysiana.

## Biografia
È nato a Kota Kinabalu da madre malaysiana proveniente dallo stato del Sabah e padre svedese. La famiglia di Eldstål si trasferì a Stoccolma quando aveva due anni, prima di trasferirsi a Guildford, nel Surrey, in Inghilterra, nel 1999.

## Carriera

### Club
Inizia a giocare nel Slimbridge, nella nona serie inglese. Nel 2013, ritorna in patria, al Sarawak, dove rimane per due stagioni (2013 e 2014), prima di firmare un contratto, nel 2015, con il prestigioso Johor Darul Ta'zim, rimanendovi per tre stagioni, prima di tornare in Inghilterra, questa volta al Metropolitan Police, nella settima serie inglese. Nel 2020, viene acquistato dalla società thailandese del Chonburi, militante nella massima serie locale.

### Nazionale
Ha giocato nella nazionale malaysiana Under-23.
Ha debuttato con la nazionale malaysiana il 27 aprile 2014, nell'amichevole pareggiata 0-0 contro le Filippine.
Nel 2023 ha partecipato alla Coppa d'Asia.

## Statistiche

### Cronologia presenze e reti in nazionale
| Cronologia completa delle presenze e delle reti in nazionale ― Malaysia | Cronologia completa delle presenze e delle reti in nazionale ― Malaysia | Cronologia completa delle presenze e delle reti in nazionale ― Malaysia | Cronologia completa delle presenze e delle reti in nazionale ― Malaysia | Cronologia completa delle presenze e delle reti in nazionale ― Malaysia | Cronologia completa delle presenze e delle reti in nazionale ― Malaysia | Cronologia completa delle presenze e delle reti in nazionale ― Malaysia | Cronologia completa delle presenze e delle reti in nazionale ― Malaysia |
| Data                                                                    | Città                                                                   | In casa                                                                 | Risultato                                                               | Ospiti                                                                  | Competizione                                                            | Reti                                                                    | Note                                                                    |
| ----------------------------------------------------------------------- | ----------------------------------------------------------------------- | ----------------------------------------------------------------------- | ----------------------------------------------------------------------- | ----------------------------------------------------------------------- | ----------------------------------------------------------------------- | ----------------------------------------------------------------------- | ----------------------------------------------------------------------- |
| 27-4-2014                                                               | Cebu                                                                    | Filippine                                                               | 0 – 0                                                                   | Malaysia                                                                | Amichevole                                                              | -                                                                       |                                                                         |
| 6-6-2015                                                                | Shah Alam                                                               | Malaysia                                                                | 0 – 0                                                                   | Hong Kong                                                               | Amichevole                                                              | -                                                                       | 85’                                                                     |
| 11-6-2015                                                               | Kuala Lumpur                                                            | Malaysia                                                                | 1 – 1                                                                   | Timor Est                                                               | Qual. Mondiali 2018                                                     | -                                                                       | 90+2’                                                                   |
| 29-8-2015                                                               | Shah Alam                                                               | Malaysia                                                                | 0 – 0                                                                   | Bangladesh                                                              | Amichevole                                                              | -                                                                       | 83’                                                                     |
| 3-9-2015                                                                | Abu Dhabi                                                               | Emirati Arabi Uniti                                                     | 10 – 0                                                                  | Malaysia                                                                | Qual. Mondiali 2018                                                     | -                                                                       |                                                                         |
| 8-9-2015                                                                | Shah Alam                                                               | Malaysia                                                                | 0 – 3                                                                   | Arabia Saudita                                                          | Qual. Mondiali 2018                                                     | -                                                                       |                                                                         |
| 28-5-2016                                                               | Yangon                                                                  | Birmania                                                                | 0 – 0                                                                   | Malaysia                                                                | Amichevole                                                              | -                                                                       | 54’                                                                     |
| 22-6-2016                                                               | Numea                                                                   | Nuova Caledonia                                                         | 1 – 2                                                                   | Malaysia                                                                | Amichevole                                                              | -                                                                       | 90+4’                                                                   |
| 26-6-2016                                                               | Nadi                                                                    | Figi                                                                    | 1 – 1                                                                   | Malaysia                                                                | Amichevole                                                              | -                                                                       | 79’                                                                     |
| Totale                                                                  |                                                                         | Presenze                                                                | 9                                                                       |                                                                         | Reti                                                                    | 0                                                                       |                                                                         |

## Palmarès

### Club

#### Competizioni nazionali
- Campionato malaysiano: 5

Johor Darul Ta'zim: 2015, 2016, 2017, 2018, 2022
- Coppa della Malaysia: 2

Johor Darul Ta'zim: 2017, 2022